# Научная партия Австралии
Научная партия Австралии (англ. Science Party) — политическая партия Австралии, основанная в 2013 году. Первоначально носила название «Партия будущего» (англ. Future Party). Основателем является Джеймс Янссон (англ. James Jansson). Была переименована в «Научную партию» в 2016 году, после регистрации в Австралийской избирательной комиссии. Научная партия принимала участие в федеральных выборах в 2013, 2016 и 2019 годов, а также в нескольких побочных выборах между ними.
Партия была снята с регистрации 12 января 2022 года Австралийской избирательной комиссией, поскольку после увеличения регистрационного лимита для непарламентских партий с 500 до 1500 человек партия перестала данному критерию соответствовать. После этого партия слилась с несколькими другими партиями, образовав «Fusion Party». Согласно схеме устройства «Fusion Party», партии, образовавшие её, сохраняют часть своей автономности как формальные ветви.

## Политическая философия
Научная партия отстаивает позицию, по которой технологическое развитие признаёт позитивной силой человечества и высоко оценивает культурные, экономические и технологические преимущества модернизма. Партия отстаивает свободу выражения мнений и имеет положительный взгляд на преимущества свободных рынков и городов с высокой плотностью населения. Партия стремится содействовать высококачественным научным исследованиям и образованию.
Политика Научной партии включает следующее:
- Оппозиция излишнему регулированию новых технологий
- Оппозиция правительственному мониторингу данных и криминализации журналистики
- Увеличение прозрачности и открытости в правительстве
- Увеличение финансирования научных исследований
- Создание новых городов хартии, включая университеты[11][12]

- Внедрение более высокой плотности жилой застройки
- Борьба за высококачественный интернет и свободу в интернете
- Продолжение исследований в области ядерной энергетики
- Содействие торговле эмиссионными квотами и возобновляемой энергии
- Содействие космическим исследованиям и промышленности
- Увеличение качества образовательной системы
- Развитие австралийскийского республиканизма[англ.]
- Проведение демократических реформ в обеих палатах парламента
- Упрощение налоговой системы
- Строительство высокоскоростных железных дорог
- Поддержка использования беспилотных автомобилей